# Nolana pterocarpa
Nolana pterocarpaa es una de las 49 especies del género Nolana presentes en Chile, de la familia de las solanáceas (Solanaceae). Esta especie en particular es endémica y se encuentra distribuida exclusivamente en la zona norte de Chile, desde la Región de Tarapacá hasta la Región de Atacama.

## Descripción
Crece en sectores costeros bajo la influencia de las neblinas costeras o camanchaca desde la Región de Tarapacá a la Región de Atacama.
Es una especie resistente al estrés hídrico, pero no es resistente a las heladas. Habita en un clima de rusticidad USDA equivalente a zonas 10 y 11.

## Nombres vernáculos
Esta especie es conocida simplemente como 'suspiro', al igual que otras especies del género.

## Importancia
Esta especieconstituye una de las flores emblemáticas que aparecen durante la floración del fenómeno denominado Desierto florido

## Amenazas
Una de las principales amenazas de esta especie la constituyen factores antrópicos como la urbanización y ocupación del borde costero, la actividad minera y últimamente por los más de 20.000 turistas que llegan a visitar el área del desierto florido durante los meses de floración y por el paso de vehículos durante competencias deportivas.